# Chiang Mei-hui

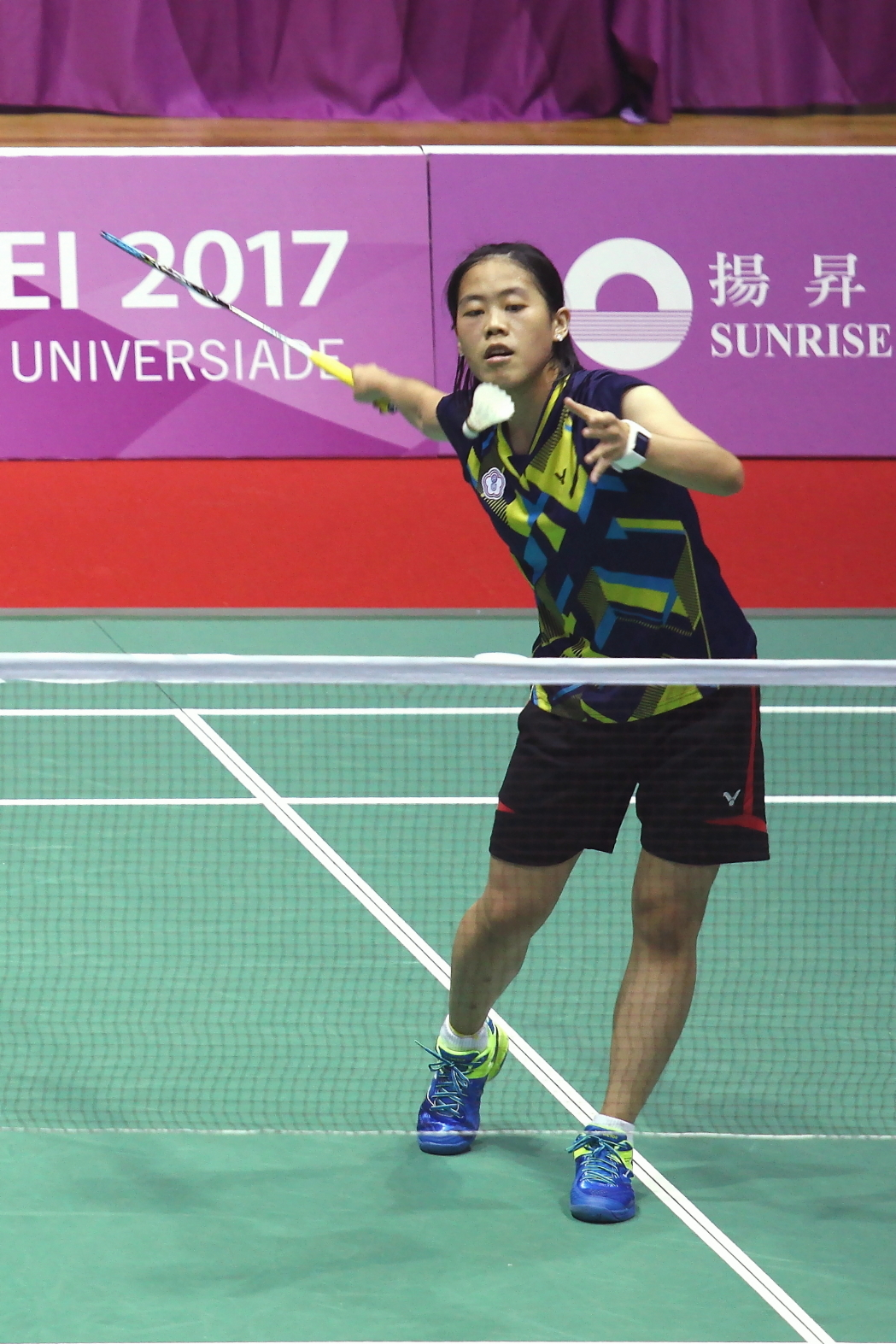

Chiang Mei-hui (chinesisch 江美慧, Pinyin Jiāng Měihuì, W.-G. Chiang Mei-hui; * 8. Oktober 1992; seit 2018 als Chiang Ying-li startend) ist eine taiwanische Badmintonspielerin.

## Karriere
Chiang Mei-hui startete 2008 und 2010 bei den Badminton-Juniorenweltmeisterschaften, im letztgenannten Jahr auch bei den Olympischen Jugend-Sommerspielen. Zwei Jahre später gewann sie zwei Titel bei den Iceland International 2012 und einen Titel bei den Welsh International 2012. Bei den Polish International 2013 wurde sie Zweite im Doppel, bei den Vietnam International 2013 Dritte.